# 라틴 킹스

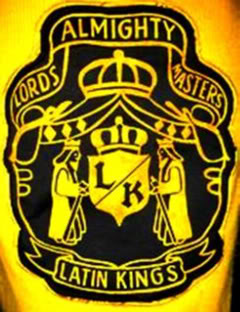
라틴 킹스 스웨터 패치

라틴 킹스(Latin Kings)는 미국의 시카고에 본거지를 두고 미국에 2만명의 구성원을 가진 히스패닉계의 스트리트 갱이다. 세계 최대의, 가장 오래된 히스패닉, 라틴계 스트리트 갱이다. 주로 자메이카를 비롯한 중남미와 남미에서 무기, 마약 밀수입과 밀매를 하고있다. 심볼 색상은 검정과 금색이다. 분포는 미국 남부의 마이애미 와 로스 앤젤레스 등이다.